# Ànec arbori de les Antilles
L'ànec arbori de les AntillesDendrocygna arborea és una espècie d'ocell de la família dels anàtids (Anatidae) que habita manglars, pantans amb arbres i canyars de les Grans Antilles, les Bahames i algunes de les Antilles Menors, com ara Barbuda i Illa d'Antigua. Va ser caçat i amenaçat, principalment per als seus ous. Mentrestant va ser protegit per la CITES però el control dels governs del seu és ineficaç. El seu hàbitat, zones humides és amenaçat per la transformació en terres de conreu o la urbanització, i les zones que queden sofreixen de desforestació, pol·lució i catàstrofes naturals.